# Jakub Bednarczyk
Jakub Jacek Bednarczyk (ur. 2 stycznia 1999 w Tarnowskich Górach) – polski piłkarz występujący na pozycji obrońcy.

## Kariera piłkarska
W styczniu 2019 Bednarczyk opuścił grający Bundeslidze Bayer 04 Leverkusen, a następnie dołączył do grającym w 2. Fußball-Bundesligi FC St. Pauli, z którym zawarł umowę do 2021.